# Menhir de Goh-Menhir
Le menhir de Goh-Menhir est un menhir situé à Saint-Jean-Brévelay, dans le Morbihan, en France.

## Description
Le menhir mesure 6 m de haut et 2 m dans sa plus grande largeur, vers le sommet sa largeur n'est plus que de 1,25 m. Il penche légèrement vers le nord et son axe longitudinal est orienté Nord-Ouest/Sud-Est.